# Кріс Кларк (співачка)
Крістін Елізабет Кларк (народилася 1 лютого 1946 року), більш відома як Кріс Кларк, — американська соул, джазова та блюзова співачка, яка записувалася для Motown Records. Кларк став відомий фанатам Northern Soul завдяки таким хітам, як «Do Right Baby Do Right» 1965 року (автор Беррі Горді ) і 1966 року «Love's Gone Bad» (Holland-Dozier-Holland). Пізніше вона стала співавтором сценарію для фільму 1972 року «Леді співає блюз» із Даяною Росс у головній ролі, який приніс Кларку номінацію на премію «Оскар».

## Біографія
Кларк народився в Санта-Крус, Каліфорнія. Кларк продюсував видатний хіт на дочірньому лейблі Motown "VIP" із піснею "Love's Gone Bad", яка досягла №105 у поп-музиці та №41 у R&B у США в 1966 році. У Канаді пісня потрапила до №95 на RPM 100. У 1967 році Кларк випустила свій перший альбом під назвою Soul Sounds на лейблі Motown. Альбом містив дванадцять пісень, у тому числі рідкісну баладу Motown під назвою «If You Should Walk Away» (Беррі Горді молодший), яку планувалося випустити як сингл, але так і не було. Іншим відомим записом став британський сингл 1967 року «I Want To Go Back There Again» (Беррі Горді молодший). Вона записала ще один альбом для Motown на новоствореному рок-лейблі Weed під назвою CC Rides Again (1969). Бельгійський лейбл Marginal випустив компакт-диск «Soul Sounds», створений з оригінальних майстер-плівок (з незміненими міксами), і містить пісні з Soul Sounds, 5 пісень із CC Rides Again і 3 неопубліковані сингли. 50-трековий подвійний компакт-диск від Universal Music був випущений у 2005 році під назвою Chris Clark: The Motown Collection включає Soul Sounds, CC Rides Again і багато невиданих записів Motown. Перевидана та ремастеризована версія альбому Soul Sounds була випущена лейблом Reel Music у квітні 2009 року, вперше альбом був виданий на компакт-диску в США. Кларк став відомим в Англії як «біла негритянка» (прізвисько). означалося як комплімент), тому що шестифутова платинова блондинка, блакитноока соул- співачка гастролювала з іншими артистами Motown, які були переважно чорношкірими.
Кларк був співавтором сценарію до фільму 1972 року «Леді співає блюз» з Даяною Росс у головній ролі, який приніс їй номінацію на премію «Оскар». На початку 1970-х років вона працювала керівником відділу виробництва фільмів і телебачення Motown у Лос-Анджелесі. У 1975 році Кларк був творчим помічником у фільмі «Махагон». Зрештою Кларк обіймав посаду голови творчого відділу Motown з 1981 по 1989 рік.
Кларк виконав пісню «The Ghosts of San Francisco», написану Р. Крістіаном Андерсоном і Джоном Томасом Баллоком, для художнього фільму « Коли світ прийшов до Сан-Франциско» в 2015 році. Музичне відео на пісню було переможцем «Mixed Genre Jazz Film Award» на Нью-Йоркському джазовому кінофестивалі в листопаді 2016 року. Зараз Кларк живе в Санта-Роза, Каліфорнія, і продовжує працювати сценаристом, фотографом і співаком.

### Шлюб
У 1982 році вона вийшла заміж за сценариста та прозаїка Ернеста Тідімена, лауреата премії «Оскар». Вона була його четвертою дружиною. Він помер від ускладнень перфорованої виразки в 1984 році в Лондоні.

## Вибрана дискографія

### Релізи на лейблі Tamla/Motown (Великобританія)
- Звуки душі - 1967 - 12-дюймовий вініловий альбом
- CC Rides Again - 1969 - 12-дюймовий вініловий альбом

- Tamla/Motown TMG591: "Love's Gone Bad" / "Put Yourself in My Place" 7"
- Tamla/Motown TMG624: «З голови до ніг» / «Початок кінця» 7»
- Tamla/Motown TMG638: «I Want to Go Back There Again» / «I Love You» 7»
- Tamla/Motown TME2014: V/A : Нові обличчя з Hitsville EP (inc. Кріс Кларк)[10]

### Релізи на лейблі VIP (США)
- «Do Right Baby, Do Right» / «Don't Be Too Long» - 1966 - 7»
- « Do I Love You (Indeed I Do) » / «Don't Be Too Long» - 1966 - (Скасовано)[11]
- "Love's Gone Bad" / "Put Yourself In My Place" - 1966 - 7"
- «I Want To Go Back There Again» / «I Love You» - 1967 - 7»[12]

### Релізи на лейблі Motown (США)
- Soul Sounds - 1967 (моноверсія) - 12-дюймовий вініловий альбом
- Soul Sounds - 1967 (стереоверсія) - 12-дюймовий вініловий альбом
- «З голови до ніг» / «Початок кінця» - 1967 - 7»
- " Whisper You Love Me Boy " / "The Beginning Of The End" - 1968 - 7"

### Релізи на лейблі Weed (США)
- CC Rides Again - 1969 (лише стерео) - 12-дюймовий вініловий альбом (з обкладинкою, що розкладається)

### Випущено на граничний імпорт (Бельгія)
- Soul Sounds - 1997 (Містить повний альбом Soul Sounds, а також 5 пісень з альбому CC Rides Again і 3 раніше невидані сингли) - CD

### Випущено на Universal UK (Англія)
- The Motown Collection - 2005 (Містить як Soul Sounds, так і CC Rides Again, а також 25 невиданих пісень) - подвійний компакт-диск[13]

### Випущено на Reel Music (США)
- Soul Sounds - 2009 - (Повний ремастеринг альбому, а також альтернативний варіант "Do Right Baby, Do Right")
- "Dream Or Cry" - 4 грудня 2012 - тритрековий сингл